# Bech
Bech es una comuna y un pequeño pueblo en el este de Luxemburgo. Es parte del cantón Echternach que es parte del distrito de Grevenmacher.
En 2005, Bech tenía una población de 368 habitantes. Esta población creció hasta los 1003 habitantes en el 2009.